# Kunstwedstrijden op de Olympische Zomerspelen 1932

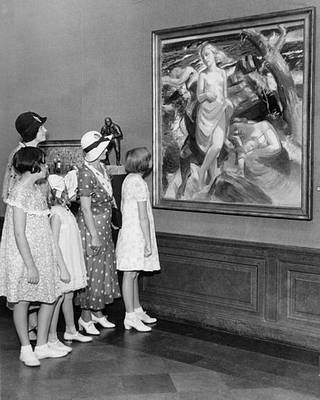
Bezoekers bekijken het winnende schilderij "At the Seaside of Arild" van de Zweed David Wallin

Kunstwedstrijden maakten op de Olympische Zomerspelen in 1932 in Los Angeles voor de vijfde keer deel uit van het Olympisch programma.
Er werden medailles uitgereikt voor werken die geïnspireerd waren door sport in de categorieën: architectuur, literatuur, muziek, schilderen en beeldhouwen. Bij de categorieën muziek en literatuur was het aantal subcategorieën in tegenstelling tot de vorige editie teruggebracht.

## Medailleoverzicht

### Architectuur
| Categorie               | Goud                                                                             | Zilver                                                                 | Brons                                                           |
| ----------------------- | -------------------------------------------------------------------------------- | ---------------------------------------------------------------------- | --------------------------------------------------------------- |
| Architectonisch ontwerp | Gustave Saacké en Pierre Montenot Ontwerp voor een Cirque pour Toros             | John Russell Pope Ontwerp voor de Payne Whitney Gymnasium in New Haven | Richard Konwiarz Ontwerp voor een Schlesierkampfbahn in Breslau |
| Stedenbouw              | John Hughes Ontwerp voor een sport- en recreatiecomplex met stadion in Liverpool | Jens Klemmensen Ontwerp voor een stadion en park                       | André Verbeke Ontwerp voor een Marathon Park                    |

### Muziek
| Categorie | Goud            | Zilver                                     | Brons           |
| --------- | --------------- | ------------------------------------------ | --------------- |
| Muziek    | niet uitgereikt | Josef Suk Into a New Life" symphonic march | niet uitgereikt |

### Schilderen
| Categorie               | Goud                                 | Zilver                    | Brons                       |
| ----------------------- | ------------------------------------ | ------------------------- | --------------------------- |
| Schilderijen            | David Wallin At the Seaside of Arild | Ruth Miller Struggle      | niet uitgereikt             |
| Waterverf en tekeningen | Lee Blair Rodeo                      | Percy Crosby Jackknife    | Gerhard Westermann Horseman |
| Prenten                 | Joseph Golinkin Leg Scissors         | Janina Konarska Narciarze | Joachim Karsch Stabwechsel  |

### Beeldhouwen
| Categorie            | Goud                               | Zilver                               | Brons                                       |
| -------------------- | ---------------------------------- | ------------------------------------ | ------------------------------------------- |
| Beelden              | Mahonri Young The Knockdown        | Miltiades Manno Wrestling            | Jakub Obrovský Odysseus                     |
| Reliëf en medaillons | Józef Klukowski Sport Sculpture II | Frederick MacMonnies Lingbergh Medal | Robert Tait McKenzie Shield of the Athletes |

## Status
Ten tijde van de Spelen werden medailles uitgereikt aan de kunstenaars. Achteraf werd door het Internationaal Olympisch Comité (IOC) bepaald dat de kunstwedstrijden niet langer als een officieel onderdeel deel van de Olympische Spelen uitmaakten waardoor ze niet meer voorkomen in de olympische database en niet voorkomen in het medaille-overzicht voor de Olympische Spelen in 1932.
American Football (demonstratie) · Atletiek · Boksen · Gewichtheffen · Hockey · Lacrosse (demonstratie) · Kunstwedstrijden · Moderne vijfkamp · Paardensport · Roeien · Schermen · Schietsport · Schoonspringen · Turnen · Waterpolo · Wielersport · Worstelen · Zeilen · Zwemmen
Stockholm 1912 · 
Antwerpen 1920 · 
Parijs 1924 · 
Amsterdam 1928 · 
Los Angeles 1932 · 
Berlijn 1936 · 
Londen 1948